# Šenčenská burza
Šenčenská burza (čínsky v českém přepisu Šen-čen Čeng-čchüan Ťiao-i-suo, pchin-jinem Shēnzhèn Zhèngquàn Jiāoyìsuǒ, znaky zjednodušené 深圳证券交易所, tradiční 深圳證券交易所) je jedna ze tří burz cenných papírů v Čínské lidové republice, druhá největší po Šanghajské burze (třetí je Hongkongská burza). Sídlí v subprovinčním městě Šen-čenu v provincii Kuang-tung ve středojižní Číně, byla založena v roce 1990 a v roce 2011 zde bylo obchodováno 1420 společností. Používanou měnou je žen-min-pi a úhrnná tržní kapitalizace obchodovaných firem byla v roce 2011 v přepočtu zhruba miliarda amerických dolarů.